# Václav Bach
Václav Bach (21. března 1826 Kutná Hora – 5. listopadu 1897 Kutná Hora) byl rakouský a český lékař a politik, na konci 19. století poslanec Českého zemského sněmu.

## Biografie
Vystudoval medicínu, roku 1854 získal titul doktora všeobecného lékařství a od roku 1854 (podle jiného zdroje od roku 1855) trvale žil a působil v Kutné Hoře. Zpočátku zde pracoval jako tovární lékař, později se zde stal primářem všeobecné nemocnice a soudním lékařem u místního soudu. Byl aktivní i jako publicista. V období let 1859–1866 působil jako spolupracovník časopisu Vesny Kutnohorské, pro který psal fejetony. Publikoval i odborné články v Časopisu lékařů českých. Od roku 1880 zasedal v obecní radě. Byl rovněž starostou (později čestným starostou) místního Sokola.
V 80. letech 19. století se zapojil i do zemské politiky. V doplňovacích volbách roku 1880 byl zvolen v městské kurii (volební obvod Kutná Hora) do Českého zemského sněmu. Mandát obhájil za týž obvod v řádných zemských volbách v roce 1883. Patřil k Národní straně (staročeské). Ve volbách v roce 1889 již nekandidoval.
Post v čele kutnohorské nemocnice zastával až do své smrti. Zemřel v listopadu 1897 po delší bolestivé nemoci.